# П'ятирічки СРСР
П'ятирічний план щодо розвитку національної економіки Радянського Союзу (СРСР), також п'ятирічки — централізовані державні перспективні плани, які були спрямовані на розвиток економіки, техніки, науки, освіти та культури в СРСР на 5 років. За Сталіна п'ятирічки мали юридичну силу закону, робилися великі зусилля й вживалися різні примусові засоби, щоб їх виконувати, а щорічні плани спочатку звалися лише «контрольними числами» і тільки деякі з них (наприклад, 1921 і 1937) оформлювалися як державні закони. Від 1957, навпаки, п'ятирічки стали зватися «контрольними числами», що вживаються тільки для орієнтації та побудови щорічних планів, а обов'язковими до виконання планами-законами стали щорічні плани.
Автором концепції п'ятирічки у 1924 був О. Цюрупа. П'ятирічний період планування взято тому, що вважалося, що нові підприємства у середньому можна будувати за 5 років. На ділі на будівництво великих заводів треба було більше часу і, не зважаючи на величезні матеріальні втрати й людські жертви, жодна з п'ятирічок точно виконана не була. За деякими показниками траплялися перевиконання, за багатьма — недовиконання, деякі п'ятирічки були зірвані або значно змінені у процесі виконання. Радянська пропаганда натомість твердила, вживаючи синтетичні узагальнені індекси, що всі п'ятирічки були виконані й перевиконані.

## Перша п'ятирічка
Перша була призначена на 1928–1933 роки. Директиву про її складання ухвалив XV з'їзд ВКП(б) у 1927. Це мала бути п'ятирічка прискореної індустріалізації СРСР, навколо її змісту точилася спочатку велика політична боротьба між Сталіним і Троцьким. Щойно у квітні 1929 XVI конференція ВКП(б) ухвалила остаточний план п'ятирічки, а ще тривала боротьба за розміщення промисловості; Держплан СРСР обстоював розбудову коштом України Урало-Кузнецького комбінату, а Держплан УРСР економічно обґрунтовував доцільність розвитку промисловості головне в Україні. 15 травня 1930 ЦК ВКП(б) вирішив справу на користь Уралу й Кузбасу. Зміст п'ятирічки було відповідно змінено. Перша п'ятирічка також не передбачала примусово прискореної колективізації сільського господарства та такої кількості експорту сільськогосподарської продукції, яка виявилася потрібною для оплати імпорту машин і обладнання у зв'язку зі світовою аграрною й фінансовою кризою.
Під час виконання першої п'ятирічки, крім сільського господарства, виникла паливна криза, велика нестача металів, криза на транспорті. П'ятирічний план повністю виконаний не був. Проте, було збудовано близько 1 500 нових промислових підприємств, у тому числі близько 400 в Україні; машини імпортовано переважно з-за кордону. Крім Урало-Кузнецького метало-вугільного комбінату, у центральній Росії розбудовано нову машинобудівну та військову промисловість, а в Україні — Дніпрогес та інші електростанції, тракторне (з конвеєра ХТЗ зійшов перший трактор), комбайнове та гірниче машинобудування. Будівництво нових заводів вивело Україну на рівень великих індустріальних країн Європи, її промисловий потенціал у 1940 році у сім разів перевищував показник 1913 року. Загалом, протягом першої п'ятирічки створилася радянська економічна система у такій формі, у якій вона зберігалася до 1991 року.
Виконання першої п'ятирічки, що відбувалося коштом споживання населення, і одночасна суцільна колективізація викликали в Україні голодову катастрофу 1932−1933 і тривале та різке зниження життєвого стандарту.
Див. ще: Торгзін, Сталінський «великий стрибок» у металургії

## Друга п'ятирічка
Друга п'ятирічка: 1933-1937. Директиви до її складання подала XVII конференція ВКП(б) 1932, а затвердив її XVII з'їзд ВКП(б) 1934. На відміну від першої, друга п'ятирічка для УРСР була опрацьована й затверджена у Москві. Держплан УРСР лише опублікував офіційну статтю «Напрям і орієнтовні ліміти розвитку народного господарства УРСР» у журналі «Господарство України», ч. 3-4, 1932. Ні КП(б)У, ні уряд УРСР цієї п'ятирічки не затверджували. Головними «ланками» у ній було завершення будівництва Урало-Кузнецького комбінату, автомобільної й авіаційної промисловості навколо Москви, кораблебудування у Ленінграді, стали до ладу, «Азовсталь» й ін. В Україні натиск роблено на розвиток вугільної й металургійної промисловості, важкого машинобудування (ХТЗ, ХПЗ), створено нові підприємства алюмінієвої, хімічної та воєнної промисловості. За офіційними даними, вся металообробна промисловість в РРФСР зросла у 3 рази, а в УРСР лише у 2,6 рази. Далі тривала криза у сільському господарстві, на транспорті й у металургії. Відбувся значний поступ у вишколі робітничих та технічних кадрів. Щойно з 1935 — 36 вперше перестав знижуватися й дещо збільшився життєвий стандарт. Друга п'ятирічка була взагалі виконана краще, ніж перша, хоч 1937 план був значно недовиконаний через терор. У всьому СРСР було збудовано близько 4 500 нових підприємств, у тому числі в Україні — близько 1 000.

## Третя п'ятирічка
Згідно з планом, мала тривати з 1938 по 1942 роки. Цю п'ятирічку як для всього СРСР, так і для України затвердив XVIII з'їзд ВКП(б) 1939. Головним завданням третьої п'ятирічки було проголошено випередження головних капіталістичних країн за продукцією на душу населення. Це завдання було нереальне. Через небезпеку війни значні ресурси були переключені на модернізацію озброєння та на розвиток воєнної промисловості, головним чином на сході СРСР. В Україні головними «ланками» п'ятирічки були вугільна промисловість, металургія, продукція труб, верстатів, а також літаків, танків та воєнного флоту. Перед вибухом війни в Україні було збудовано 600 нових підприємств (у всьому СРСР — близько 3 000). Гострою була паливна криза. Закінчення п'ятирічки перервала війна.
Темпи розвитку промисловості в роки третьої п'ятирічки не відставали від запланованих. Наприкінці грудня 1938 р. ЦК ВКП(б), РНК СРСР разом із профспілками прийняли спільну постанову «Про заходи щодо впорядкування трудової дисципліни, поліпшення практики державного соціального страхування та боротьбу із зловживаннями в цій справі», якою запроваджувалась єдина трудова книжка. У червні 1940 р. Верховна Рада СРСР прийняла указ «Про перехід на 8-годинний робочий день, на 7-денний робочий тиждень і про заборону самовільного залишення робітниками й службовцями підприємств і установ».

## Четверта п'ятирічка
Період: 1946—1950 роки. Затверджена 1946-го року спеціальними законами сесій верховних рад СРСР і УРСР. Всесоюзна п'ятирічка ставила наголос на дальшому всебічному розвитку східних районів РРФСР. В Україні її головним завданням була відбудова зруйнованого війною народного господарства. Для цього Україні було виділено 20,7 % усіх капіталовкладень, розподілених між республіками — найбільший відсоток за всі часи. Було відбудовано понад 2 000 промислових підприємств, ряд великих побудовано у Львові. Заново створено газову промисловість. Значно розвинуто електроенергетику. Багато інших галузей п'ятирічку не виконали. У наслідок воєнних руйнувань та розвитку східних районів РРФСР питома вага економіки України в СРСР помітно зменшилася.
Деякі п'ятирічки України (офіційні показники)
| Показник                   | IV п'ятирічка на 1950 | IV п'ятирічка на 1950 | VI п'ятирічка на 1960 | VI п'ятирічка на 1960 | Семирічка на 1965 | Семирічка на 1965 | VIII п'ятирічка на 1970 | VIII п'ятирічка на 1970 |
| Показник                   | План                  | Виконання             | План                  | Виконання             | План              | Виконання         | План                    | Виконання               |
| -------------------------- | --------------------- | --------------------- | --------------------- | --------------------- | ----------------- | ----------------- | ----------------------- | ----------------------- |
| Електроенергія, млрд квт-г | 13,7                  | 14,7                  | 51,2                  | 53,9                  | 89,0              | 94,6              | 163                     | 138                     |
| Вугілля, млн т             | 86,1                  | 78,0                  | 201,5                 | 172,1                 | 211               | 194               | 211                     | 207                     |
| Нафта, млн т               | 0,32                  | 0,29                  | 1,5                   | 2,2                   | 6,0               | 7,6               | 15,2                    | 13,9                    |
| Сталь, млн т               | 8,8                   | 8.3                   | ?                     | 26,1                  | 31,5              | 36,9              | 49,0                    | 46,6                    |
| Трактори, тис. шт          | 25,0                  | 22,6                  | 114,6                 | 88,0                  | 184,8             | 118,3             | 189                     | 148                     |
| Цукор, млн т               | 1,6                   | 1,8                   | 3,9                   | 3,9                   | 5,3               | 5,6               | 5,7                     | 6,0                     |
| Зерно, млн т               | 27,8                  | 20,4                  | 34,4                  | 20,8                  | 34,4              | 31,6              | 37,5                    | 31,9                    |

## П'ята п'ятирічка
1951—1955 роки. Ця п'ятирічка здійснювалася на підставі директив XIX з'їзду КПРС, схвалених у жовтні 1952. Україна як окремий економічний район у ній взагалі не планувалася й не виділялася. Централізація планування у цій п'ятирічці досягла найвищої міри. Ще 1949 було затверджено 10-річний план будівництва гідроелектростанцій на 1951 — 60 (на Волзі і у Сибіру), а також план «перебудови Природи» — каналів, лісонасаджень і т. д. Корейська війна спричинила чимале переключення ресурсів на воєнний сектор. Протягом п'ятирічки в СРСР було введено в дію понад 3 000 нових промислових підприємств, у тому числі в Україні лише близько 500. В Україні розпочався розвиток нафтової промисловості та Львівсько-Волинського вугільного басейну. Стала до ладу Каховська ГЕС. Почали розширюватися економічні зв'язки поміж Україною й соціалістичними країнами Східної Європи. Під кінець п'ятої п'ятирічки загострилася зернова криза. Для її ліквідації було переключено великі ресурси на освоєння цілинних земель на Сході.

## Шоста п'ятирічка
1956-1960-ті роки. Перший варіант плану схвалив на початку 1956 XX з'їзд КПРС, але вже у грудні того ж року ЦК КПРС затвердив нові «контрольні числа» на п'ятирічку, а від 1957 року Верховні ради СРСР і УРСР почали регулярно схвалювати щорічні плани як закони. Шоста п'ятирічка формально тривала лише до 1958 року, а фактично була зірвана територіальною перебудовою управління й планування народного господарства СРСР.
Щорічні плани мали значно нижчі завдання, ніж за П. Головним завданням П. для всього СРСР було піднесення хліборобства й тваринництва, дальший прискорений розвиток промисловості Сибіру та обмеження будівництва енергомістких галузей в євр. частині Союзу. Особливо зверталася увага на техн. модернізацію економіки. Розпочато розвиток радіоелектронної промисловості, обчислювальної техніки та приладобудування, в тому числі й в Україні. Для населення мало приспішено розвиватися житлове будівництво. В Україні П. передбачала зокрема чимале збільшення продукції палива й енергії, зерна, м'яса, молока, цукру та текстилю. До 1958 в Україні було збудовано 563 великі підприємства, проти 2 690 у всьому Союзі.

## Семирічка на 1959-65

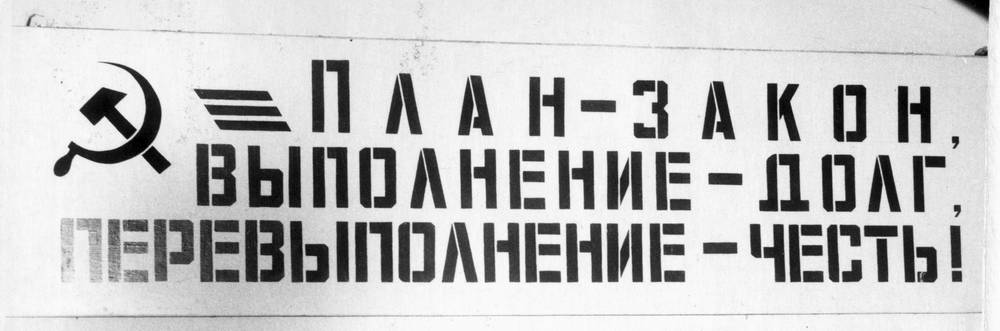
План — це закон, виконання — це обов'язок, перевиконання — честь, — стверджує радянський слоган

Семирічка на 1959-65. Цей план проєктовано, з одного боку, за новим територіальним принципом, а з другого — задумано як частину 20-річного плану побудови «фундаменту комунізму» (за програмою КПРС, схваленою 1961, СРСР мав би перегнати Америку за продукцією на душу населення 1970). Контрольні числа семирічки затвердили на початку 1959 позачергові XX з'їзд КПУ й XXI з'їзд КПРС. У заг.-союзному плані провідними мали бути техн. прогрес, розвиток хім. промисловості, перехід зал. транспорту на тепловозну і електричну тягу, дальша розбудова промисловості Сибіру та прискорене зростання життєвого стандарту населення. Передбачалося, хоч ще повільне, будівництво атомної і ракетної зброї, збільшення механізації сіль. госп-ва та екон. допомога несоц. країнам. В Україні гол. ділянками семирічки мали бути: збільшення видобутку залізних руд, поч. видобутку урану, титану й нікелю, будівництво на Дніпрі 4 ГЕС, велике збільшення продукції спеціальних сталей для ракетної, реактивної й електронної техніки, освоєння хам. продукції органічної синтези, близько 2 000 нових видів машин, приладів та інструментів, значне збільшення видобутку нафти й газу, велике збільшення продукції зерна, зокрема кукурудзи, житлове і комунальне будівництво. Вугільна промисловість у плані була занедбана, а тому що не вдалося здійснити заплановану передачу з Сибіру електрики, газу й досить нафти, на початку 1960-х pp. в усій Евр. частині СРСР, в Україні й в Сх. Європі виникла гостра нестача палива. У 1963 Верховна рада СРСР офіц. змінила план семирічки. Ще перед тим ЦК КПРС ухвалив приспішено переозброїти армію атомною і ракетною зброєю та розпочати велику програму розбудови воєнного флоту. Криза у сіль. господарстві не була ліквідована й СРСР почав регулярно імпортувати пшеницю. Плани житлового будівництва також залишилися у великій мірі недовиконаними. Грошові прибутки населення значно зросли, але реальні — зростали повільніше, ніж було заплановано, бо зросли ціни. Упродовж семирічки в СРСР збудовано 5 470 великих пром. підприємств, у тому ч. в Україні — 899.

## Восьма п'ятирічка
Восьма п'ятирічка: 1966-70. Ця п'ятирічка планувалася знову за старим галузевим принципом управління економікою. Директиви для неї ухвалили XXIII з'їзди КПУ й КПРС на початку 1966. Через те, що темпи розвитку всієї економіки помітно сповільнилися, в планування запроваджено нові методи й показники ефективності капіталовкладень, нової техніки, фондовіддачі, прибутку та рентабельності, розпочато вживання математичних методів, зокрема міжгалузевих балансів, але територіальні баланси знову було занедбано.
Головними завданнями п'ятирічки було проголошено прискорений розвиток науки і техніки, модернізацію основних фондів, інтенсифікацію сільського господарства, піднесення життєвих стандартів. Трохи зменшено натиск на розвиток Сибіру, бо він не оплачується. Проблеми нестачі палива й енергії та зерна (зокрема для тваринництва) лишилися не розв'язані. До того виникли нові проблеми, зокрема нестача кваліфікованої робочої сили, з одночасним безробіттям некваліфікованої робочої сили, зниженням природного приросту та великою міґрацією.
В Україні восьма п'ятирічка головну увагу звертала на значне зростання продукції палива й енергії, будівництво 8 великих теплових електростанцій, значний розвиток хімічної промисловості, піднесення продукції сільського господарства. У 1966 було розроблено перший український територіяльний міжгалузевий баланс, але у плані він не вживався. Восьма п'ятирічка назагал була виконана погано, але покращала структура паливного балансу України, значно розвинулася економічна інтеграція України з країнами Східної Європи поза СРСР. У 1967 Верховні ради СРСР і УРСР помітно змінили плани п'ятирічки на 1969 — 70, скоротивши їх, бо їх не можливо було здійснити.

## Дев'ята п'ятирічка
1971-1975 роки. За цей період національний дохід зріс на 28 %, обсяг валової продукції промисловості — на 43 %, сільського господарства — на 13 %. У дев'ятій п'ятирічці було побудовано близько 1000 нових промислових підприємств, капітальні вкладення перевищили 339,8 млрд руб.
З освоєнням нафтових, газових родовищ Західного Сибіру інтенсивно будувалися підприємства нафтохімії і нафтопереробки, були прокладені 22,6 тисяч км магістральних нафтопроводів і нафтопродуктопроводів, 33,7 тисяч км магістральних газопроводів і відводів від них.
Для заохочення відзначилися трудящих СРСР, Постановою Президії ВЦРПС від 27 лютого 1974 року «Про затвердження зразка єдиного загальносоюзного знака „Ударник дев'ятої п'ятирічки“» був заснований знак «Ударник 9 п'ятирічки». (Цей знак СРСР входить до переліку відомчих відзнак у праці, що дають право на присвоєння звання «Ветеран праці»).
В роки дев'ятої п'ятирічки стали до ладу:
- Оренбурзький газопереробний завод;
- Чотири енергоблоки Іріклінська ДРЕС;
- Капчагайська ГЕС і Ермаковска ДРЕС.
- Сургутська ДРЕС на попутному нафтовому газі (пуск першого енергоблоку відбувся в лютому 1972 року).

До 1970-го року на території Тюменської області було відкрито понад 80 нафтових, газових і нафтогазових родовищ, в тому числі найбільших в світі. По нафті це Самотлорское, Федорівське, мамонтовське родовища, по природному газу — Уренгойське, Ведмеже, Заполярне.
Видобуток тюменської нафти виріс в 4,5 рази: з 28 млн тонн в 1970 році до більш 141 млн тонн в 1975-му.
Із Західного Сибіру на захід в 9 п'ятирічці почали будуватися магістральні газопроводи, найбільшим з яких став «Уренгой-Помари-Ужгород».
Почалося проєктування Нижньовартовської ГРЕС, прийнято рішення про будівництво і розпочато розмітка майданчика Тобольського нафтохімічного комбінату для глибокої комплексної переробки вуглеводневої сировини.

## Десята п'ятирічка
1976–1980;
Була присвячена «ефективності і якості», але все ж таки домінувала важка промисловість. За період п'ятиріччя національний дохід за радянськими даними зріс на 24 %, обсяг валової продукції промисловості — на 23 %, а сільського господарства — на 10 %.[джерело?]
На 15 і 30 тисяч кілометрів відповідно зросла протяжність магістральних нафто- і газопроводів.  Капіталовкладення в розвиток Західно-Сибірського нафтогазового комплексу в Десятій п'ятирічці перевищили сукупну вартість БАМу, Атоммаша, ВАЗа.[джерело?]  Видобуток нафти за п'ятирічку зросла з 490,8 млн тонн на рік (1975) до 603,2 млн тонн, тобто майже на 20 %.[джерело?]
У серпні 1977 радянський атомний криголам «Арктика» вперше досяг Північного полюса.  Були побудовані великі цеху і безліч виробничих потужностей.
Для нагородження відзначилися на виробництві був створений алюмінієвий знак «Ударник 10 п'ятирічки», який належить до відомчих нагород і прикріплювався шпилькою до одягу. Цей знак дає право на отримання звання «Ветеран праці» [3].
У роки десятої п'ятирічки стали до ладу:
- Усть-Ілімська ГЕС
- Камський автозавод

## Одинадцята п'ятирічка
План на 1981—1985 роки встановлено XXVII з'їздом КПРС. Планувалося «ефективніше використання виробничих фондів, їх подальший розвиток і оновлення, впровадження передових технологій та досягнень науково-технічного прогресу, особливо у важкій промисловості. У легкій та харчовій промисловості, поряд зі створенням нових потужностей, здійснювати технічне переозброєння діючих підприємств».
Завдання XI п'ятирічки (1981—1985 рр.) не було виконано за жодним показником. У 1970-х — початку 1980-х рр. різко скоротилися інвестиції в соціальну сферу. Зростання заробітної плати велося без врахування реальних результатів праці робітників. Через фінансування «за залишковим принципом» забезпеченість села значно відставала від міста. Це призвело до недостатнього забезпечення села медичними і дошкільними закладами, підприємствами побутового обслуговування.[джерело?]

## Дванадцята п'ятирічка
1986–1990;
Виявилася безплідною і, значно випереджаючи всі попередні з марнотратства заради темпів прискорення, з тріском провалилася на півдорозі. Аж до 1988 р. ставилось завдання створення планово-ринкової системи, в якій ринок розглядався як допоміжна торгово-комерційна «прибудова» до планової економіки. Однак з цього нічого не вийшло.
У 70-х роках, уже через 25 років після закінчення війни, згідно зі щорічним звітом ООН про розвиток людства СРСР за рівнем життя (ІРЛП) входить у першу двадцятку найрозвиненіших країн світу (hdr.undp.org), на відміну від 20-річної пострадянської історії країн-нащадків СРСР, рівень життя у яких зараз[коли?] на рівні країн третього світу
(у 1988 р. США — на 17, ГДР — на 19, СРСР — на 23, Японія — на 1 (це був дуже високий ІРЛП) — показник зі 130-ти країн).
Станом на 2009-й рік, згідно зі звітом ООН, Білорусь знаходилася на 68 місці, Росія — на 71-му, Україна — на 85-му, США — на 13-му. Перше місце у цьому списку посіла Норвегія, друге — Австралія, четверте — Канада.

## Тринадцята п'ятирічка
1991 — 1995. Не була реалізована, оскільки у 1991 році СРСР розпався.
Розпад СРСР спричинив різке зниження життєвого стандарту, що з 90-х років у пострадянських державах невпинно знижується (див. Human Development Report — щорічно публікований звіт ООН щодо рівня життя (ІРЛП) в усіх країнах світу з 1990 по 2009 рр.).
Констатація ООН падіння рівня життя за роками від СРСР до України й Росії та напрями подолання відображені у програмі розвитку ООН.